# Йозеф Мазура
Йозеф Мазура (чеськ. Josef Mazura, нар. 23 квітня 1956, Вишков) — чеський футболіст. По завершенні ігрової кар'єри — тренер.
Виступав, зокрема, за клуб «Збройовка», а також національну збірну Чехословаччини.
Чемпіон Чехословаччини. Володар Кубка Австрії. У складі збірної — олімпійський чемпіон.

## Клубна кар'єра
Народився 23 квітня 1956 року в місті Вишков. Вихованець футбольної школи клубу «Брно».
У дорослому футболі дебютував 1977 року виступами за команду «Збройовка», в якій провів дев'ять сезонів. За цей час виборов титул чемпіона Чехословаччини.
Згодом з 1986 по 1988 рік грав у складі команд «Санкт-Пельтен» та «Гасселт».
Завершив ігрову кар'єру у команді «Штоккерау», за яку виступав протягом 1988—1998 років.

## Виступи за збірну
У 1981 році дебютував в офіційних матчах у складі національної збірної Чехословаччини.
Загалом протягом кар'єри в національній команді, яка тривала 1 рік, провів у її формі 1 матч.

## Кар'єра тренера
Розпочав тренерську кар'єру відразу ж по завершенні кар'єри гравця, 1998 року, очоливши тренерський штаб клубу «Татран» (Роусинов).
Протягом тренерської кар'єри також очолював команди «Дрновиці», «Брно», «Спартак» (Трнава), «Тескома» (Злін), «Словацко», «Опава», «Карвіна», «Лішень» та «Простейов», а також входив до тренерських штабів клубів «Дрновиці» та «Вишков».
Наразі останнім місцем тренерської роботи був клуб «Простейов», головним тренером команди якого Йозеф Мазура був з 2023 по 2024 рік.

## Титули і досягнення
- Чемпіон Чехословаччини (1):

«Збройовка»: 1977-1978
- Володар Кубка Австрії (1):

«Штоккерау»: 1990-1991
- Олімпійський чемпіон (1): 1980